# Stazione di Dervio
Stazione di Dervio vasútállomás Olaszországban, Lombardia régióban, Dervio településen.

## Vasútvonalak
Az állomást az alábbi vasútvonalak érintik:
- Tirano–Lecco-vasútvonal

## Kapcsolódó állomások
A vasútállomáshoz az alábbi állomások vannak a legközelebb:
- Stazione di Bellano-Tartavalle Terme
- Stazione di Dorio